# Tournoi de tennis de Tarente
Le tournoi de Tarente (Pouilles, Italie) est un tournoi de tennis féminin du circuit professionnel WTA.
Il s'est tenu à neuf reprises de 1984 à 1994, fin avril ou début mai. 

## Palmarès

### Simple
| No | Date       | Nom et lieu du tournoi                | Catégorie      | Dotation       | Surface        | Vainqueure      | Finaliste        | Score          |                |
| -- | ---------- | ------------------------------------- | -------------- | -------------- | -------------- | --------------- | ---------------- | -------------- | -------------- |
| 1  | 23-04-1984 | Taranto Tournament, Tarente           | VS Tour C1     | 50 000 $       | Terre (ext.)   | Sandra Cecchini | Sabrina Goleš    | 6-2, 7-5       | Tableau        |
|    | 1985-1987  | Pas de tournoi                        | Pas de tournoi | Pas de tournoi | Pas de tournoi | Pas de tournoi  | Pas de tournoi   | Pas de tournoi | Pas de tournoi |
| 2  | 25-04-1988 | Citta di Taranto, Tarente             | Tier V         | 50 000 $       | Terre (ext.)   | Helen Kelesi    | Laura Garrone    | 6-1, 6-0       | Tableau        |
| 3  | 01-05-1989 | Coppa Mantegazza, Tarente             | Tier V         | 50 000 $       | Terre (ext.)   | Karine Quentrec | Cathy Caverzasio | 6-3, 5-7, 6-3  | Tableau        |
| 4  | 30-04-1990 | Trofeo Ilva-Coppa Mantegazza, Tarente | Tier V         | 75 000 $       | Terre (ext.)   | Raffaella Reggi | Alexia Dechaume  | 3-6, 6-0, 6-2  | Tableau        |
| 5  | 29-04-1991 | Trofeo Ilva-Coppa Mantegazza, Tarente | Tier V         | 100 000 $      | Terre (ext.)   | Emanuela Zardo  | Petra Ritter     | 7-5, 6-2       | Tableau        |
| 6  | 27-04-1992 | Ilva Trophy, Tarente                  | Tier V         | 100 000 $      | Terre (ext.)   | Julie Halard    | Emanuela Zardo   | 6-0, 7-5       | Tableau        |
| 7  | 26-04-1993 | Ilva Trophy, Tarente                  | Tier IV        | 100 000 $      | Terre (ext.)   | Brenda Schultz  | Debbie Graham    | 7-6, 6-2       | Tableau        |
| 8  | 25-04-1994 | Ilva Trophy, Tarente                  | Tier IV        | 100 000 $      | Terre (ext.)   | Julie Halard    | Irina Spîrlea    | 6-2, 6-3       | Tableau        |

### Double
| No | Date       | Nom et lieu du tournoi               | Catégorie      | Dotation       | Surface        | Vainqueures                         | Finalistes                         | Score          |                |
| -- | ---------- | ------------------------------------ | -------------- | -------------- | -------------- | ----------------------------------- | ---------------------------------- | -------------- | -------------- |
| 1  | 23-04-1984 | Taranto Tournament Tarente           | VS Tour C1     | 50 000 $       | Terre (ext.)   | Sabrina Goleš Petra Huber           | Elena Eliseenko Natasha Reva       | 6-3, 6-3       | Tableau        |
|    | 1985-1987  | Pas de tournoi                       | Pas de tournoi | Pas de tournoi | Pas de tournoi | Pas de tournoi                      | Pas de tournoi                     | Pas de tournoi | Pas de tournoi |
| 2  | 25-04-1988 | Citta di Taranto Tarente             | Tier V         | 50 000 $       | Terre (ext.)   | Andrea Betzner Claudia Porwik       | Laura Garrone Helen Kelesi         | 6-1, 6-2       | Tableau        |
| 3  | 01-05-1989 | Coppa Mantegazza Tarente             | Tier V         | 50 000 $       | Terre (ext.)   | Sabrina Goleš Mercedes Paz          | Sophie Amiach Emmanuelle Derly     | 6-2, 6-2       | Tableau        |
| 4  | 30-04-1990 | Trofeo Ilva-Coppa Mantegazza Tarente | Tier V         | 75 000 $       | Terre (ext.)   | Elena Bryukhovets Eugenia Maniokova | Silvia Farina Rita Grande          | 7-6, 6-1       | Tableau        |
| 5  | 29-04-1991 | Trofeo Ilva-Coppa Mantegazza Tarente | Tier V         | 100 000 $      | Terre (ext.)   | Alexia Dechaume Florencia Labat     | Laura Golarsa Ann Grossman         | 6-2, 7-5       | Tableau        |
| 6  | 27-04-1992 | Ilva Trophy Tarente                  | Tier V         | 100 000 $      | Terre (ext.)   | Amanda Coetzer Inés Gorrochategui   | Rachel McQuillan Radka Zrubáková   | 4-6, 6-3, 7-6  | Tableau        |
| 7  | 26-04-1993 | Ilva Trophy Tarente                  | Tier IV        | 100 000 $      | Terre (ext.)   | Debbie Graham Brenda Schultz        | Petra Langrová Mercedes Paz        | 6-0, 6-4       | Tableau        |
| 8  | 25-04-1994 | Ilva Trophy Tarente                  | Tier IV        | 100 000 $      | Terre (ext.)   | Irina Spîrlea Noëlle van Lottum     | Sandra Cecchini Isabelle Demongeot | 6-3, 2-6, 6-1  | Tableau        |